# Emirato di Derbent
L'Emirato di Derbent (in arabo  امارة بَاب ٱلْأَبْوَاب‎?, Imārat Bāb al-abwāb) è stato uno Stato medievale sorto lungo la strada mercantile caspica, col suo centro nella città di Derbent. Esso occupava una posizione chiave tra i centri commerciali della regione caspica e fu governato dalla dinastia hascemita (Lingua persiana Āl-e Hāšem), discendente da appartenenti alla tribù araba dei Banu Sulaym.

## Antefatti
. . .